# Science-Based Medicine
Science-Based Medicine (Medicina basada en ciencia) es un sitio web con artículos que cubren temas de ciencia y medicina, especialmente estafas y prácticas médicas cuestionables y peligrosas. Science-Based Medicine se destaca como una fuente de información influyente y respetada sobre controversias médicas y medicina alternativa.
Steven Novella, neurólogo clínico de la Universidad de Yale, fundó el sitio como un blog y se desempeña como editor ejecutivo. David Gorski, oncólogo quirúrgico de la Universidad Estatal Wayne, se desempeña como editor general. Tanto los editores como los colaboradores habituales del blog son escépticos, médicos, investigadores y comunicadores destacados.

## Personal editorial
El personal editorial de Science-Based Medicine se describe a sí mismo como "alarmado por la manera en que las ideas no científicas y pseudocientíficas sobre la atención médica se han infiltrado cada vez más en la medicina académica y la medicina en general." Afirman que la mejor medicina se basa en principios científicos, los cuales incluyen plausibilidad, y no solo evidencia.
Los editores actuales son:
- Steven Novella[10][11]
- David Gorski[12][13]
- Harriet Hall[16][17]
- Kimball Atwood[18][19]

Los siguientes han sido editores anteriores:
- Wallace Sampson
- Paul Ingraham[20]
- Mark Crislip[21]